# Репков, Эйке фон

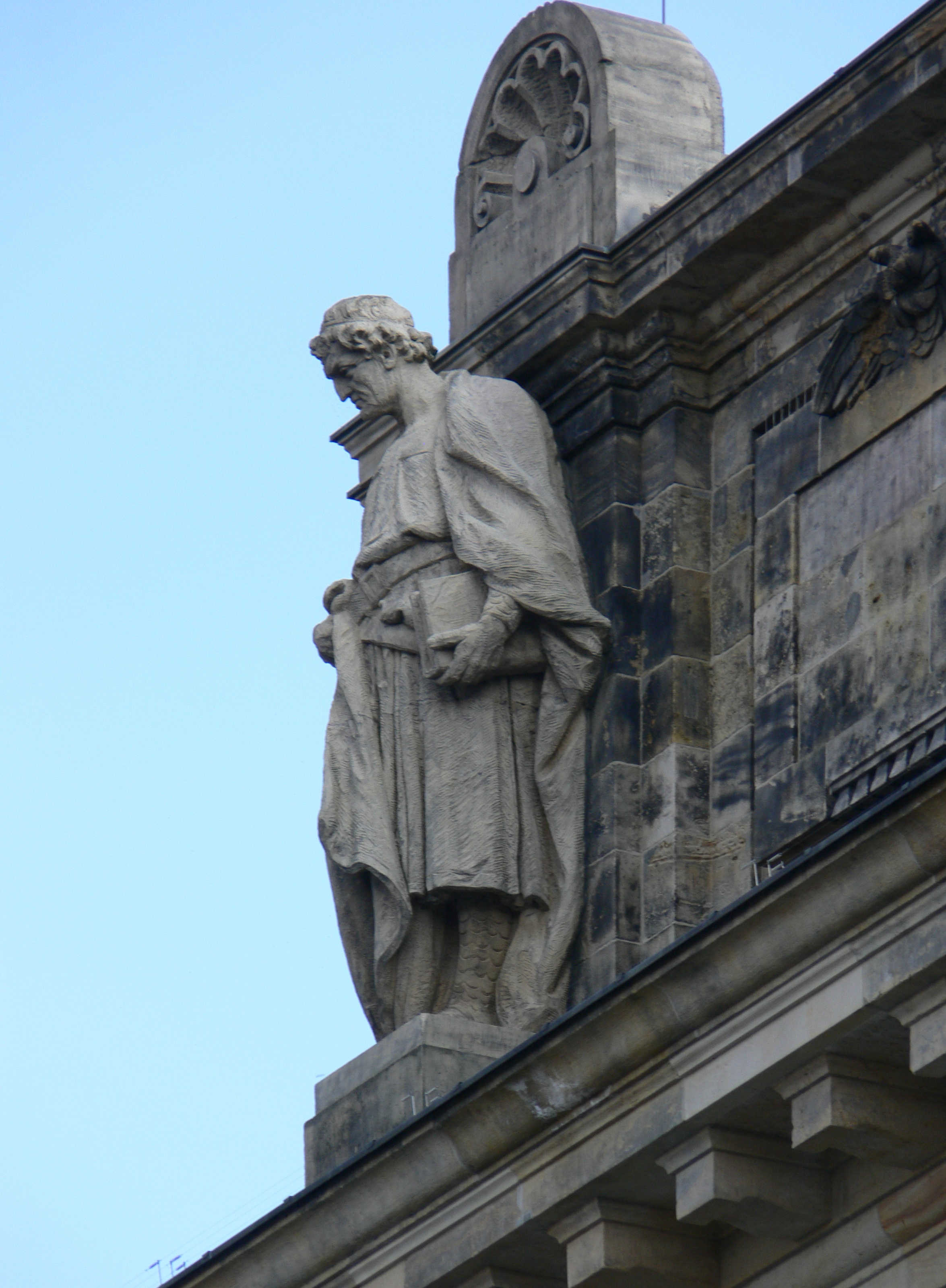
Статуя Эйке фон Репков на прежнем Верховном суде, построенном в Лейпциге

Э́йке фон Ре́пков (нем. Eike von Repgow, Eike von Repkow; 1180[…], Реппихау, Саксония-Анхальт — 1233[…]) — ангальтский рыцарь и судья, автор «Саксонского зерцала».

## Биография
Эйке фон Репков родился в небогатой немецкой рыцарской семье. Владел латынью, знал церковную и светскую историю, был опытным знатоком правовой теории и практики Германии начала XIII в. Выдвинул ряд передовых для своего времени идей, обобщил феодальное право Восточной Саксонии. «Саксонское зерцало» внесло заметный вклад в развитие культуры, политико-правовой идеологии, права не только Германии, но и многих стран Европы.
Саксо́нское зерца́ло (нем. Sachsenspiegel) — старейший правовой сборник Германии, составленный судьёй (шёффеном) Эйке фон Репковом в 1221—1225 гг. Он должен был, по замыслу автора, «зеркально» отражать право Саксонии.
В XIII веке появляются попытки кодификации обычного права. Около 1230 года антгальский рыцарь и судья Эйке фон Репков составил сборник, в который вошло обычное право Саксонии и других областей с некоторыми добавлениями из канонического права. Сборник был написан сначала на латинском, затем переведен на немецкий и получил своё название Саксонского зерцала. Саксонское зерцало действовало на севере Германии и послужило основой для права города Магдебурга (см. Магдебургское городское право), откуда распространилось в Голландии, Лифляндии и Польше.
«Саксонское зерцало» — это запись сложившегося на протяжении веков обычного права Восточной Саксонии с разделением на земское право (для «неблагородных», но лично-свободных) и ленное право (только для лиц, принадлежащих к «благородным» сословиям, к высшему феодальному обществу). Земское право (Landrecht) содержало отдельные положения, касающиеся государственного устройства Германии (выборы императора, разделение светской и духовной власти и т. д.), а также нормы, относящиеся к гражданскому, уголовному праву, суду и процессу. Ленное право (Lehnrecht) регулировало вассальные отношения между феодалами. Права низших сословий, в том числе зависимых крестьян, в этом законодательстве не фиксировались. На содержание «Саксонского зерцала» наложили отпечаток общественно-политические и правовые воззрения автора. «Саксонское зерцало» отражает специфические формы феодальной земельной собственности, структуру феодального общества, местные особенности административного управления, судопроизводства и т. д. «Саксонское зерцало» стало образцом для составления правовых книг не только в Германии, но и в других странах Европы. Сохранилось более двухсот рукописей «Саксонского зерцала», некоторые из них обильно иллюстрированы.
Эйке фон Репкову приписывалась также «Саксонская всемирная хроника», написанная около 1225 года на средненижненемецком языке.